# 도산코 갸루는 참말로 귀여워
《도산코 갸루는 참말로 귀여워》(일본어: 道産子ギャルはなまらめんこい 도산코 갸루와 나마라멘코이[*])는 이카다 카이가 지은 일본의 만화 작품이다.
홋카이도 기타미시를 무대로 도쿄에서 이사해 온 남자 고교생과 이른바 갸루로 도산코인 여자 고교생의 교류를 그리는 러브 코미디다. 《소년 점프+》(슈에이샤)에서 2019년 9월 4일부터 2024년 9월 11일까지 연재되었다.
이시다의 단편 《인스턴트 갸루 멘코 짱》이 전신이다. 이 작품을 바탕으로 2019년 1월 3일에 《소년 점프+》에서 단편을 게재. 호평이었기 때문에 연재화되었다.
2020년 4월부터 5월에 걸쳐 본편이 2학년편에 들어가는 것을 계기로 일시 휴재되었다. 《주간 소년 점프》(슈에이샤) 2021년 1호에 출장판 단편이 게재되었다.
제1권은 발매 후 즉시 중판되었다. 2023년 4월 시점에서 단행본의 누계 발행 부수는 50만 부를 돌파했다.
이시다는 '기타미의 사람이라면 무심코 웃는 작품이 되었다고 생각합니다', '캐릭터를 통해, 자신이 느끼고 있는 현지 홋카이도의 매력을 조금이라도 느껴달라고, 한 명이라도 많은 사람이 기타미나 홋카이도를 방문하는 계기가 되면'이라고 말했다.

## 스토리
도쿄에서 홋카이도 기타미시로 전학온 남자 고교생 시키 츠바사는 클래스메이트 갸루 후유키 미나미를 만나 어느샌가 그녀로부터 눈을 뗄 수 없게 되어 버린다. 당초에 미나미를 거북한 타입이라고 생각했던 츠바사였지만, 솔직하고 친절한 그녀에게 매료되고 있는 것을 자각한다. 미나미와의 사이가 급접근하는 가운데, 츠바사는 클래스메이트 중에서 자신의 취향 딱 맞는 아키노 사유리가 있었다는 것을 알게 된다. 우여곡절 끝에 세 사람은 스키 교실을 거쳐 행동을 함께하게 되어 점차 연애를 의식하게 된다.
한편, 할머니로부터 '기말고사에서 10위 이내로 들어가지 않으면 도쿄로 돌려보낸다'는 조건을 받아 옆에 살고 있는 한 살 연상의 선배 나츠카와 레나에게 공부를 배우게 된 츠바사는 역사를 좋아하는 그녀와 기모노 데이트를 하게 되어, 그것을 계기로 삼아 거리를 좁혀 간다.

## 등장인물

### 주요 인물
시키 츠바사(四季 翼)
성우 - 시마자키 노부나가, 쿠라모치 와카나(어린 시절)
본작의 주인공. 도쿄에서 온 남자 고교생. 도시 성장이라고는 생각되지 않을 만큼 순박한 성격으로 자기 평가가 낮다. 흑발이고 청초하며 진지한 여자아이를 좋아한다. 즉흥적으로 곡의 귀 카피를 할 수 있을 정도로 피아노가 특기.
후유키 미나미(冬木 美波)
성우 - 사쿠라 아야네
본작의 히로인. 츠바사와 클래스메이트인 여고생. 금발의 긴 머리로 정수리의 바보털이 특징. 이른바 갸루이고 도산코로 방언이 강하다. 홋카이도로 이사해와 첫날 츠바사와 우연히 버스 정류장에서 만났다. 츠바사에 대해 적극적으로 거리를 줄여 온다.
아키노 사유리(秋野 沙友理)
성우 - 하나모리 유미리
츠바사와 클래스메이트인 여고생. 츠바사가 좋아하는 청초계 갸루. 쿨한 분위기의 미녀이지만 게임이 관련되면 뜨거워진다. 원래는 아사히카와시 출신으로 초등학교의 도중에 기타미시로 이사했지만, 태어나 자란 곳은 홋카이도. 단, 미나미와 달리 방언은 사용하지 않는다.
나츠카와 레나(夏川 怜奈)
성우 - 우에다 레이나
츠바사의 집 옆에 사는 고등학교 선배. 미스콘 2년 연속 1위, 입학하고 나서 학내 테스트 1위인 재색 겸비. 도서 위원이다.

### 주요 인물의 관계자
마츠오 타카유미(松尾 隆弓)
성우 - 마츠오카 요시츠구
츠바사의 클래스메이트.
후유키 모모코(冬木 桃子)
성우 - 나가에 리카
미나미의 여동생. 미나미와 마찬가지로 방언이 강하다.
후유키 마이(冬木 眞衣)
성우 - 키타무라 에리
미나미의 어머니. 외모와 말투는 갸루 그 자체. 처음보는 츠바사가 언니라고 착각할 정도로 젊다.
하나미야 카에데(花宮 楓)
성우 - 이마이즈미 요코
츠바사의 할머니. 츠바사와 동거하고 있다. 통금시간을 포함하여 '이 집에서는 내가 규칙이다'라고 할 정도로 엄격한 성격이지만 미나미의 일은 '손자를 웃게 해준 아이'라고 신뢰하고 있다.
아스카(飛鳥)
성우 - 나가이 마리코
츠바사의 한 학년 아래 후배 갸루.
히나(日奈)
성우 - 쿠보 유리카
아스카의 절친.

## 서지 정보
- 이카다 카이 《도산코 갸루는 참말로 귀여워》 슈에이샤 〈점프 코믹스〉, 전 14권
  1. 2019년 12월 4일 발매[1][14], ISBN 978-4-08-882165-8
  2. 2020년 3월 4일 발매[15], ISBN 978-4-08-882272-3
  3. 2020년 7월 3일 발매[16], ISBN 978-4-08-882374-4
  4. 2020년 12월 4일 발매[17], ISBN 978-4-08-882543-4
  5. 2021년 4월 2일 발매[18], ISBN 978-4-08-882638-7
  6. 2021년 8월 4일 발매[19], ISBN 978-4-08-882775-9
  7. 2021년 12월 3일 발매[20], ISBN 978-4-08-882861-9
  8. 2022년 6월 3일 발매[21], ISBN 978-4-08-883082-7
  9. 2022년 11월 4일 발매[22], ISBN 978-4-08-883331-6
  10. 2023년 3월 3일 발매[23], ISBN 978-4-08-883416-0
  11. 2023년 7월 4일 발매[24], ISBN 978-4-08-883655-3
  12. 2023년 12월 4일 발매[25], ISBN 978-4-08-883810-6
  13. 2024년 5월 2일 발매[26], ISBN 978-4-08-883896-0
  14. 2024년 11월 1일 발매[27], ISBN 978-4-08-884263-9

## TV 애니메이션
2024년 1월부터 3월까지 TV 도쿄 등에서 방송되었다.

### 스태프
- 원작 - 이카다 카이
- 총감독·시리즈 구성 - 미나토 미라이
- 감독 - 호시노 미스즈
- 캐릭터 디자인 - 사토 카츠유키
- 프롭 디자인 - 주식회사 레코멘데이션
- 색채 설계 - 야마가미 아이코
- 미술 감독 - 타이라 아이코
- 3D 디렉터 - 오가사와라 츠토무
- 촬영 감독 - 카노 아츠시
- 편집 - 마키 노부타카
- 음향 감독 - 타테이시 야요이
- 음향 효과 - 나카지마 카츠히로
- 음악 - 타카오 소노스케
- 음악 제작 - 포니 캐년
- 프로듀서 - 마츠모토 타쿠야, 야마카와 노리오, 미야지 마이, 히로오카 마사하루, 후쿠이 노리오
- 애니메이션 프로듀서 - 카네코 하야토, 요시다 노리오
- 애니메이션 제작 - SILVER LINK., BLADE
- 제작 - 도산코 갸루는 참말로 귀여워 제작위원회

### 주제가
참말로 귀여운 갸루(なまらめんこいギャル)
오오이시 마사요시에 의한 오프닝 테마. / 작사·작곡·편곡 - 오오이시 마사요시
와야와야와ー!(わやわやわー！)
아사카에 의한 엔딩 테마. / 작사·작곡 - 오오이시 마사요시 / 편곡 - 오오이시 마사요시, eba

### 방영 목록
| 화수   | 제목                                                         | 각본          | 그림 콘티                     | 연출            | 작화 감독                                                                                   | 총작화 감독                                                 | 방송일         |
| ------ | ------------------------------------------------------------ | ------------- | ----------------------------- | --------------- | ------------------------------------------------------------------------------------------- | ----------------------------------------------------------- | -------------- |
| 제1화  | 道産子ギャルはなまらめんこい 도산코 갸루는 참말로 귀여워     | 미나토 미라이 | 호시노 미스즈                 | 호시노 미스즈   | 오자와 마도카 노지 키요시 나카지마 다이치 나미가미 유리 나가타 마사미                       | 사토 카츠유키                                               | 2024년 1월 9일 |
| 제2화  | かまくらの中はなまらぬくい 얼음집 안은 따뜻해                | 호시노 나나미 | 오키타 미야나                 | 안도 켄         | 키타지마 유키 모리 에츠히토 이카이 카즈유키 코토부키 무로우 明光 龍光 홍예나                | 소리마치 츠카사 카와시마 나오 사토 카츠유키                 | 1월 16일       |
| 제3화  | 秋野さんはなまらつれない 아키노는 참말로 냉정해              | 모리에 미사키 | 아미노 테츠로                 | 토코로 토시카츠 | 홍범석 나미가미 유리 시게쿠니 히로코 Studio EverGreen 24FPS 홍예나                          | 소리마치 츠카사 카와시마 나오 사토 카츠유키                 | 1월 23일       |
| 제4화  | 夜の電話はなまらもちょこい 밤의 전화는 참말로 낯간지러워     | 요코테 미치코 | 요시카와 코지 타케우치 히카루 | 시라이시 미치타 | 시가 미치노리 우스다 요시오 吴晓莱                                                          | 소리마치 츠카사 카와시마 나오 사토 카츠유키                 | 1월 30일       |
| 제5화  | なまら苦くてなまら甘い 참말로 쓰고 참말로 달아               | 호시노 나나미 | 오키타 미야나                 | 마타노 히로미치 | 오자와 마도카 요시다 하지메 토야마 요스케 나가타 마사미 Big Owl CJT 龍光                    | 소리마치 츠카사 카와시마 나오 사토 카츠유키                 | 2월 6일        |
| 제6화  | 夏川先輩はなまらきりょーよし 나츠카와 선배는 참말로 예뻐     | 모리에 미사키 | 코가와 요리야스               | 호시노 미스즈   | 코토부키 무로우 나카지마 다이치 나가타 마사미 노지 키요시 홍예나                            | 소리마치 츠카사 카와시마 나오 사토 카츠유키                 | 2월 13일       |
| 제7화  | 期末試験はなまらゆるくない 기말고사는 참말로 쉽지 않아       | 모리에 미사키 | 요시카와 코지 타케우치 히카루 | 히시카와 나오키 | 모리 에츠히토 이카이 카즈유키 홍범석 코토부키 무로우 RadPlus                                | 소리마치 츠카사 사토 카츠유키                               | 2월 20일       |
| 제8화  | みんなで焼肉はなまらうまい 다 같이 먹는 고기는 참말로 맛있어 | 요코테 미치코 | 오키타 미야나                 | 호시노 미스즈   | 마츠시타 준코 미나미 신이치로 이카이 카즈유키 키타지마 유키 st μ Big Owl 龍光 星野園 홍예나 | 소리마치 츠카사 카와시마 나오 사토 카츠유키                 | 2월 27일       |
| 제9화  | 網走湖はなまらあずましい 이바시리코는 참말로 기분 좋아       | 요코테 미치코 | 오키타 미야나                 | 시라이시 미치타 | 杭新华 江湧 楊國福 YUKI 顾金秋 이마카도 타쿠야                                              | 소리마치 츠카사 카와시마 나오 사토 카츠유키                 | 3월 5일        |
| 제10화 | 時はなまら流らさる 시간은 참말로 흐른다                      | 요코테 미치코 | 요시카와 코지 타케우치 히카루 | 토코로 토시카츠 | 楊小花 가스트랩 西郷 046 西塔 쿼슨 Big Owl 빛의 정원 애니메이션                             | 소리마치 츠카사 사토 카츠유키                               | 3월 12일       |
| 제11화 | 青春ってなまらえもい 청춘은 참말로 감성적이야                | 호시노 나나미 | 히데인 미오                   | 카와츠라 신야   | 歩宇 지펑우 사쿠라이 타쿠로 다바 이사미 호시노 미나미 悲田院水派                            | 카와시마 나오 사토 카츠유키                                 | 3월 19일       |
| 제12화 | 君がいないとなまらいずい 네가 없으니 참말로 쓸쓸해           | 미나토 미라이 | 오키타 미야나                 | 호시노 미스즈   | 나가타 마사미 노지 키요시 나미가미 유리 오자와 마도카 키타지마 유키 홍예나                  | 소리마치 츠카사 카와시마 나오 코토부키 무로우 사토 카츠유키 | 3월 26일       |